# 아프리카돼지열병바이러스

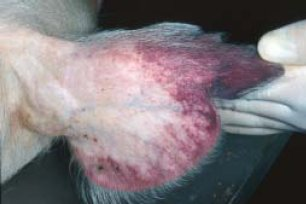
아프리카 돼지 열병 바이러스에 감염된 돼지의 귀 부분. 돼지의 귀 부분이 빨갛게 변하고 출혈이 일어나는 모습이다.

아프리카돼지열병바이러스(영어: African swine fever virus, ASFV)는 아프리카돼지열병(영어: African swine fever, ASF)의 원인 인자로서 감염 세포의 세포질을 복제하는 거대 이중 나선 DNA 바이러스이다. 이 바이러스는 돼지에게 폐사율이 높은 출혈열을 야기하면서도 질병 징후 없이 매개체 구실을 할 법한 자연적 숙주 돼지, 혹멧돼지, 강멧돼지, 연진드기과에 속하는 Ornithodoros 속을 지속적으로 감염시킨다.
아프리카 돼지 열병 바이러스는 절지동물이 전파하면서 두가닥 DNA 유전자가 있는 유일한 바이러스로 알려져 있다. 이 바이러스는 돼지에게 치명적인 출혈열을 발생시킨다. 어떤 분리 바이러스는 감염 후 일주일 만에 빠르게 동물의 죽음을 야기할 수 있다. 이 바이러스는 다른 모든 종에게는 명백한 질병을 야기하지 않는다. 이 바이러스는 사하라 이남 아프리카에 풍토적이고, 진드기, 멧돼지, 강멧돼지, 혹멧돼지 사이의 감염 주기를 거쳐 야생 상태로 현존한다. 이 질병은 아프리카의 풍토적인 지역에서 돼지를 유입한 유럽 이주민에 의해 최초로 보고되었고, 그 결과 신종감염병의 표본이 되었다.

## 정의
아프리카 돼지 콜레라 바이러스가 일으키는 돼지의 전염병. 고열, 청색증, 림프절과 내장의 출혈 따위를 증상으로 하며 치사율이 100%에 달한다. 멧돼지와 진드기 사이에 불현성의 감염 사이클이 형성되어 있으며, 호흡기를 통하여 또는 육제품을 매개로 돼지에게 전파된다.

## 바이러스학
아프리카 돼지 열병 바이러스는 최소 150개 유전자를 포함한 선형 유전체가 있는, 정이십면체의 거대 이중 나선 DNA 바이러스이다. 유전자의 수는 분리된 바이러스에 따라 조금씩 다르다. 아프리카 돼지 열병 바이러스는 다른 거대 DNA 바이러스 즉, 폭스바이러스과(Poxviridae), 이리도바이러스속(Iridovirus), Mimivirus속과 유사점이 있다. 다른 출혈열과 마찬가지로 복제를 위한 주요 표적 세포는 단핵세포와 대식세포 계통에 속한다. 이 바이러스의 숙주 세포를 향한 침입은 수용체 매개 세포내섭취(Receptor-mediated endocytosis)이지만, 세포내섭취의 정확한 기전은 현재는 불분명하다.
이 바이러스는 염기절제회복(Base excision repair), 구조 단백질(Structural proteins) 및 세포 복제에 필수적이진 않지만 그 대신 숙주 내 바이러스 생존과 전파에 구실이 있는 많은 단백질을 포함한 자신의 유전자의 복제와 전사에 필요한 효소를 암호화한다. 바이러스 복제는 핵 주위의 공장 지역에서 일어난다. 이 복제는 최소 네 전사 단계-급초기, 초기, 중기, 후기-가 있는 조직화된 처리 과정이다. 이 복제와 조립은 대다수 바이러스 공장이라고 불리는 세포의 핵 주위의 별개 지역에서 일어나고, 새로운 세포를 감염시키기 위해 액틴 투사에 따라 싹트거나 수송된 미세소관을 따라 자손 바이러스 입자가 세포막에 운반된다. 바이러스 수명 주기가 진행될수록 모든 숙주 세포의 세포소기관은 아니더라도 대부분은 변형되거나 각색되고 경우에 따라서는 파괴된다. 정이십면체의 캡시드 조립은 세포소에서 온 변형된 막 위에서 일어난다. 단백질 가수분해 처리된 종합 단백질에서 온 생성물은 내부 막과 핵단백질 핵 사이에 핵껍질을 형성한다. 더해진 외막은 입자가 세포막에서 싹틀 때 획득된다. 이 바이러스는 감염된 대식세포의 신호 경로를 억제하는 단백질을 암호화해서 면역 반응 유전자의 전사 활동을 변조한다. 게다가 이 바이러스는 자손 바이러스 입자의 생성을 용이하게 하기 위해 감염된 세포의 세포자살을 억제하는 단백질을 암호화한다. 세포부착분자와 유사한 바이러스막 단백질은 바이러스에 감염된 숙주 구성요소가 있는 세포외 바이러스 입자의 상호작용을 조절한다.
아프리카돼지열병과 유연관계가 가까운 종에 대해서는 알려진 바가 없다. 아스피바이러스속, 아스파바이러스과, 아스푸바이러스목에 속하는 유일한 종이다. 세 개의 분류 모두 부분적으로 아프리카돼지열병바이러스의 이름을 따서 지어졌다.

### 유전자형
주요 캡시드 단백질 p72를 암호화한 B646L 구조 단백질 유전자의 C-말단(C-terminal) 지역의 염기 서열 변이에 기초해서, 아프리카 돼지 열병 바이러스 22개 유전자형(I~XXIII)이 식별되었다. 모든 아프리카 돼지 열병 바이러스의 p72 유전자형은 동부 및 남부 아프리카에서 유행해 오고 있다. 1형 유전자형(Genotype I)은 유럽, 남아메리카, 카리브해, 서아프리카에 유행해 오고 있고, 8형 유전자형(Genotype VIII)은 동아프리카의 4국가에 유행해 오고 있다.

### 진화
이 바이러스는 숲멧돼지, 혹멧돼지, 덤불멧돼지를 포함한 멧돼지를 감염시킨 연진드기과의 바이러스에서 유래된 것으로 생각된다. 이 야생 숙주에서 감염은 보통 무증상이다. 이 바이러스는 기원후 1700년경에 진화한 것으로 보인다.
이 연대는 역사 기록으로 입증된다. 돼지는 처음에 북아프리카와 유라시아에서 가축화되었다. 돼지는 포르투갈인이 300년 전에 유럽에서 남아프리카로, 중국인이 600년 전에 근동에서 남아프리카로 각각 유입했다. 19세기 말 아프리카 돼지 열병 바이러스의 태생 지역인 케냐 내의 대규모 양돈 산업 때문에 우역 발병으로 소의 대대적 손실이 시작됐다. 돼지는 세이셸 식민지 개척자가 1904년에 잉글랜드 식민지 개척자가, 1905년에 대규모로 수입한 것이다. 돼지 농장은 당시에 방목되었다. 아프리카 돼지 열병 바이러스의 최초 발병은 1907년에 보고된다.

## 징후와 증상
- 오한
- 발열
- 식욕 감소
- 피부 괴사
- 결막염
- 콧물
- 신체 협응부족
- 경직
- 경련
- 구토
- 설사
- 고통스러운 호흡(Labored breathing)
- 귀, 코, 사지, 배의 적자색 홍당무 피부(Blotchy skin)

고병원성 계통으로 야기된 이 질병의 급성 형태에서 돼지는 고열이 나타날 수 있지만 처음 며칠 동안은 다른 뚜렷한 증상은 보이지 않는다. 그 다음에 돼지는 서서히 식욕을 잃고 우울해진다. 요크셔 돼지는 사지가 보라나 남색으로 변하고 귀와 배에 출혈이 명백해진다. 감염된 돼지 집단은 서로 꼭 붙어 몸을 떨고 비정상적 호흡을 하며 가끔 기침도 하게 된다. 억지로 서게 하면 다리가 비틀거린다. 감염 수일 안에 혼수 상태에 빠진 다음 죽는다. 임신한 암퇘지에게서는 자연 유산이 일어난다. 가벼운 감염에서는 영향 받는 돼지가 체중이 줄고 야위어지며, 폐렴, 궤양, 관절 삼출(Joint effusion)의 징후가 나타난다. 사람의 건강에는 위협이 되지 않는다.

## 전파

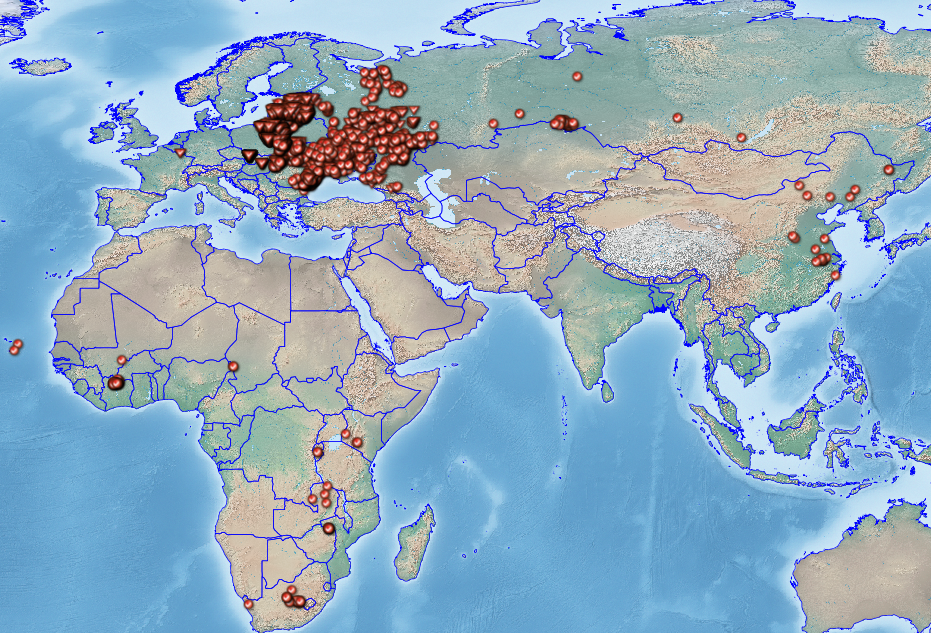
2018년 1월1일에서 9월22일 사이 집돼지(원) 와 멧돼지(삼각형) 사이에 전파된 아프리카 돼지 열병

아프리카 돼지 열병은 병든 돼지와 건강한 돼지 간에 직접 전파될 수 있다. 이 전파는 감염된 돼지의 혈액, 조직, 분비물, 배설물을 통해 일어날 수 있다.
최근 감염된 돼지의 혈액은 아주 높은 수준의 아프리카 돼지 열병 바이러스를 지니고 있다.
회복된 동물도 잔류성 매개체가 될 수 있다. 이 바이러스는 죽을 때까지 신체 조직에 남는다. 이 바이러스가 나라마다 전파되는 주요 방법은 바이러스에 감염된 날음식 찌꺼기를 돼지에게 먹이는 것을 통해서이다.
이 바이러스는 신선한 돼지고기와 가공 돈육 제품에서 수개월간 살아남을 수 있다.
고기가 충분히 고온에서 쭉 요리됨을 확신할 수 있는 충분한 시간의 양으로 조리되는 한, 이 질병을 없앨 수 있다.
이 질병은 간접 수단을 통해서도 전파될 수 있다. 연진드기과가 이 바이러스를 옮기는 것으로 드러났고 아프리카에서는 연진드기과가 특히 멧돼지에서 가축화된 동물 사이의 주요 전파 방식으로 간주된다.
아프리카 돼지 열병 바이러스가 숙주 밖에서도 장시일 살아남을 수 있기 때문에, 농장 기구, 의복, 가축 사료와 같은 물건의 오염으로도 전파될 수 있다.

## 진단
아프리카 돼지 열병 바이러스의 임상 증상은 돼지 열병(Classical swine fever)과 아주 유사하고, 두 질병은 일반적으로 실험실 진단에서 변별되어야 한다. 이 진단은 보통 효소 결합 면역 침강 분석법 혹은 감염된 돼지의 혈액이나 림프절이나 비장이나 혈청에서 바이러스 분리로 수행된다.

## 발병 통제
- 아프리카 돼지 열병 근절
- 가능한 한 빠르게 질병 제거 상태 재확립
- 모든 감염되고 노출된 동물의 인도적
- 잠재적으로 감염되거나 노출된 동물의 감시와 추적
- 전파를 예방하기 위한 엄격한 격리 및 동물 이동 통제
- 감염 구역의 엄격한 오염 제거
- 감염 지역과 질병 제거 지역을 규정하는 지역 설정[12]

## 같이 보기
- 수의바이러스학